# Wadas (Plantungan)
Wadas is een bestuurslaag in het regentschap Kendal van de provincie Midden-Java, Indonesië. Wadas telt 2863 inwoners (volkstelling 2010).